# Winona LaDuke
Pour les articles homonymes, voir LaDuke.
Winona LaDuke, née le 18 août 1959 à Los Angeles,,,) est une femme politique ojibwe américaine, membre du Parti vert. Elle est candidate au poste de vice-président des États-Unis lors de l'élection présidentielle de 1996 ainsi que lors de celle de 2000 avec Ralph Nader. C'est aussi une romancière et une essayiste.

## Biographie
Winona (qui signifie « première fille » en langue Dakota) LaDuke est née en 1959 à Los Angeles, en Californie, de Betty Bernstein et Vincent LaDuke. D'un père qui était originaire de la réserve ojibwé de White Earth, dans le Minnesota, et de sa mère, d'ascendance juive européenne, du Bronx, à New York. Le couple se sépare lorsque Winona a cinq ans, et sa mère prend un poste de professeur d'art au Southern Oregon College, aujourd'hui Southern Oregon University à Ashland, alors une petite ville forestière et universitaire près de la frontière californienne. Dans les années 1980, son père, un temps acteur à Hollywood dans des rôles secondaires, change de parcours et devient leader spirituel celebre sous le nom de Sun Bear. (il ecrit Buffalo Hearts en 1984.) 
Winona LaDuke s'inscrit à l'université Harvard, où elle a rejoint aussi un groupe de militants autochtones. Elle s'installe ensuite dans la Réserve indienne de White Earth : ne connaissant pas la langue ojibwé, ni beaucoup de gens, elle n'y est pas acceptée rapidement. Tout en travaillant comme directrice de l'école secondaire locale de cette réserve du Minnesota, elle effectue des recherches pour une thèse de maîtrise sur l'économie de subsistance de la réserve et s'implique dans les questions locales. Elle obtient une maîtrise en développement économique communautaire grâce au programme d'enseignement à distance de l'université d'Antioch.
Elle continue aussi à militer pour les droits des communautés amérindiennes. En 1985, elle participe à la fondation de l'Indigenous Women's Network. Elle travaille avec Women of All Red Nations pour faire connaître la stérilisation forcée des femmes amérindiennes par les Américains. Elle s'engage dans la lutte pour récupérer les terres des Anichinabés. Un traité conclu en 1867 avec les États-Unis prévoyait initialement un territoire de plus de 860 000 acres pour la réserve indienne de White Earth. Au milieu du XXe siècle, cette communauté amérindienne ne détient plus qu'un dixième des terres de sa réserve.

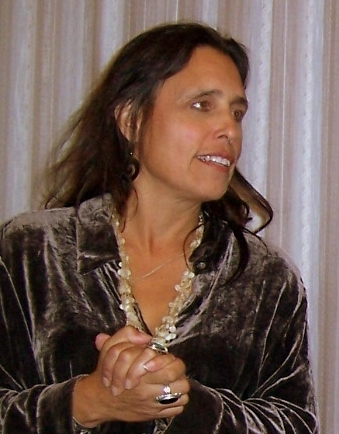

En 1989, WinonaLaDuke fonde le White Earth Land Recovery Project (WELRP) dans le Minnesota et y investit le montant du prix Reebok des Droits de l'homme obtenu en 1988. L'objectif est de racheter les terres de la réserve que les non-autochtones ont achetées et de créer des entreprises qui fournissent du travail aux Anichinabés. Winona LaDuke est également directrice exécutive de Honor the Earth (en), une organisation qu'elle a contribué à lancer en 1993 et dont l'action porte sur les questions environnementales autochtones et le développement des ressources financières et politiques nécessaires à la survie des communautés autochtones durables. En 2020 et 2021, elle est l'un des leaders des manifestations contre le pipeline Line 3 (en),.
C'est également une essayiste et une romancière,.
En 1996 et 2000,, Winona LaDuke se présente comme candidate à la vice-présidence avec Ralph Nader sur le ticket du Parti vert. Elle soutient le ticket du Parti démocrate pour la présidence et la vice-présidence en 2004, 2008, et 2012.
En 2016, Robert Satiacum, Jr., un électeur infidèle de l'État de Washington vote pour Winona LaDuke pour le poste de vice-président. Celle-ci devient de ce fait la première femme amérindienne à recevoir un vote pour ce poste au sein du collège électoral.

## Hommage
- Winona LaDuke est inscrite au National Women's Hall of Fame.
- Elle a remporté le prix Reebok des droits de l'homme en 1988.

## Principaux ouvrages

### Auteure
- 1997 : Last Standing Woman, roman sur les amérindiens anichinabés.
- 1999 : All our Relations: Native Struggles for Land and Life, à propos de la volonté de récupérer les terres amérindiennes pour en redevenir propriétaire.
- 1999 : The Sugar Bush.
- 2002 : The Winona LaDuke Reader: A Collection of Essential Writings.
- 2005 : Recovering the Sacred : the Power of Naming and Claiming, un livre sur les croyances et les pratiques traditionnelles.
- 2013 : The Militarization of Indian Country.
- 2016 : All Our Relations: Native Struggles for Land and Life.
- 2020 : To Be A Water Protector: The Rise of the Wiindigoo Slayers.

### Co-auteure ou contributrice
- 2000 : (préface) Struggle for the Land: Native North American Resistance to Genocide, Ecocide, and Colonization
- 2004 : (avant-propos) New Perspectives on Environmental Justice: Gender, Sexuality, and Activism de Rachel Stein
- 2005 : Conquest: Sexual Violence and American Indian Genocide.
- 2005 : (introduction) Grassroots: A Field Guide for Feminist Activism.
- 2006 : Daughters of Mother Earth: The Wisdom of Native American Women
- 2008 : Make a Beautiful Way: The Wisdom of Native American Women.
- 2009 : (avant-propos) Ojibwe Waasa Inaabidaa: We Look in All Directions
- 2010 : (anthologie) Sister Nations: Native American Women Writers on Community
- 2011 : (avant-propos) Cutting Corporate Welfare de Ralph Nader
- 2011 : Earth Meets Spirit: A Photographic Journey Through the Sacred Landscape
- 2012 : (collectif) Otter Tail Review: Stories, Essays and Poems from Minnesota's Heartland
- 2013 : (avec Gyasi Ross) How to Say I Love You in Indian